# Scott Goodman
Scott Linton Goodman (Hobart, 20 agosto 1973) è un ex nuotatore australiano.
Specializzato nella farfalla ha vinto la medaglia di bronzo nei 100m farfalla ad Atlanta 1996.

## Palmarès
- Giochi olimpici

Atlanta 1996: bronzo nei 200m farfalla.
- Mondiali in vasca corta

Rio de Janeiro 1995: oro nei 200m farfalla.
Goteborg 1997: bronzo nei 200m farfalla.
- Giochi PanPacifici

Atlanta 1995: argento nei 200m farfalla.
Fukuoka 1997: argento nella 4x100m misti e bronzo nei 200m farfalla.